# Genyatremus luteus
El torroto es la especie Genyatremus luteus, la única del género monoespecífico Genyatremus, es un pez marino de la familia de los haemúlidos, distribuido por la costa atlántica de América abundando desde Colombia hasta Brasil. En algunos sitios se denomina ronco torroto.
Es pescado aunque con una importancia comercial pequeña, comercializándose en fresco.

## Anatomía
Aunque se han descrito capturas de 37 cm, la longitud máxima normal es de 25 cm y un peso máximo de 800 g. En la aleta dorsal tiene 13 espinas y una docena de radios blandos, mientras que en la aleta anal tiene 3 espinas y 11 radios blandos

## Hábitat y biología
Vive en aguas poco profundas tropicales marinas, pegado al fondo a una escasa profundidad de menos de 40 metros, preferentemente en estuarios y cerca de ellos sobre fondo arenoso o de grava. Se alimenta sobre todo de crustáceos.